# Смородина чёрная
Сморо́дина чёрная (лат. Ríbes nígrum) — листопадный кустарник, вид рода Смородина (Ribes) монотипного семейства Крыжовниковые (Grossulariaceae). Произрастает в районах с умеренным климатом Центральной и Северной Европы и Северной Азии, где предпочитает влажные плодородные почвы. Популярная плодово-ягодная культура, иногда выращивается в качестве декоративного садового растения. Широко культивируется как в промышленных, так и индивидуальных хозяйствах.
Ribes nigrum является родоначальником почти всех культурных сортов чёрной смородины. Предполагается, что выращивание этого растения в Европе началось примерно в последние десятилетия XVII века. Культивируется более чем в 25 странах мира. В пределах бывшего СССР — более 300 сортов.
Сырые плоды особенно богаты витамином C и полифенолами, поэтому традиционно использовалась как лекарственное растение. Ягоды можно употреблять в сыром виде, но обычно их готовят в сладких или солёных блюдах. Их используют для приготовления варенья, джемов, соусов и сиропов, а также выращивают в коммерческих целях для рынка соков. Ягоды также используют для производства алкогольных напитков и красителей. Листья используются как приправа для консервации и как сырьё для фиточая или суррогата чая.

## Этимология
Научное латинское название рода происходит от арабского слова Ribas, обозначавшего растение с очень кислыми черешками листьев — ревеня. С приходом арабов в Испанию название было перенесено на кислые плоды произрастающей там смородины.
Русскоязычное родовое название происходит от праславянского корня смород, смрадъ и дано за резкий выраженный запах листьев чёрной смородины, «смородъ», смрадъ, по дурному будто бы запаху листьевъ чёрной смородины.

## Ботаническое описание

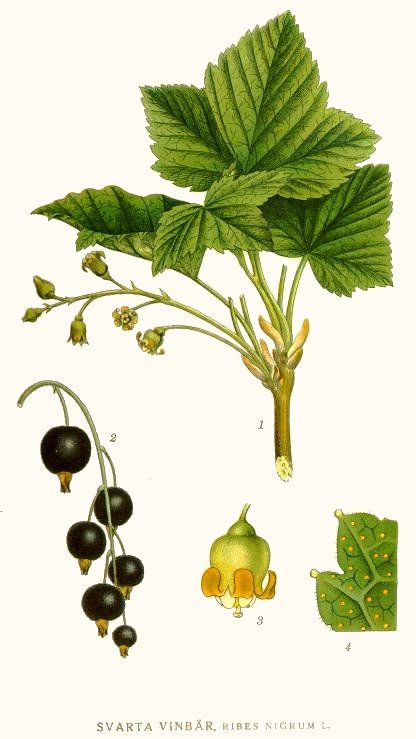

### Морфология
Листопадный кустарник высотой 1—2 м. Форма куста раскидистая или сжатая. Корневая система мощная, основная масса корней на глубине 30-40 см. Побеги прямые, молодые — пушистые, бледные; к концу сезона коричневеют.
Листья простые, длиной и шириной 3—5 (до 12) см, с зазубренными краями, трёх-, реже пятилопастные. Лопасти обычно широкотреугольные, средняя нередко вытянутая. Поверхность листовой пластинки тусклая, тёмно-зелёная, голая, снизу по жилкам пушистая. Листья ароматные. За характерный аромат листьев и почек ответственны трихомы, которые несут в себе тиолы, особенно 4-метокси-2-метилбутан-2-тиол, компонент, который добавляет к верхним фруктовым нотам ноту «кошачьей мочи».
Соцветия — поникающие кисти длиной 3—5 (до 8) см, 5—10-цветковые, с голыми или пушистыми цветоножками длиной 3—8 мм и прицветниками длиной 1—2 мм, форма которых варьируется от овальной до линейно-ланцетной. Цветки длиной 7—9 мм, диаметром 4—6 мм, пятичленные колокольчатые, лиловато или розовато-серые, снаружи большей частью густо опушённые. Лепестки овальные. Чашелистики отогнутые наружу, островатые, довольно широкие.
Плод — съедобная душистая ягода, диаметром в среднем до 1 см, чёрно-бурая или зеленоватая, с глянцевой кожицей и с 3—37 семенами. В 1 кг около 3330 ягод, или 714 тысяч семян. Вес 1 тысячи семян 0,9—1,8 г.

### Генетика
Хромосомное число: 2n=16.

### Физиология
Цветёт в мае — июне. Плодоносит в июле.
Весной почки нижних ветвей, нагреваясь от почвы, трогаются в рост вскоре после снеготаяния. Средняя урожайность плодов в культуре в разных местообитаниях — от 50 до 300 кг/га, в лучших условиях — до 1850 кг/га. Зрелые плоды быстро осыпаются (нижние плоды в кисти опадают, когда верхние ещё зелёные). Листья опадают поздно, растение часто остаётся с зелёными листьями до зимы.
|                                                              |  |  |  |
| Слева направо: Ветка с почками. Лист. Цветки и бутоны. Ягоды |  |  |  |

## Распространение и экология

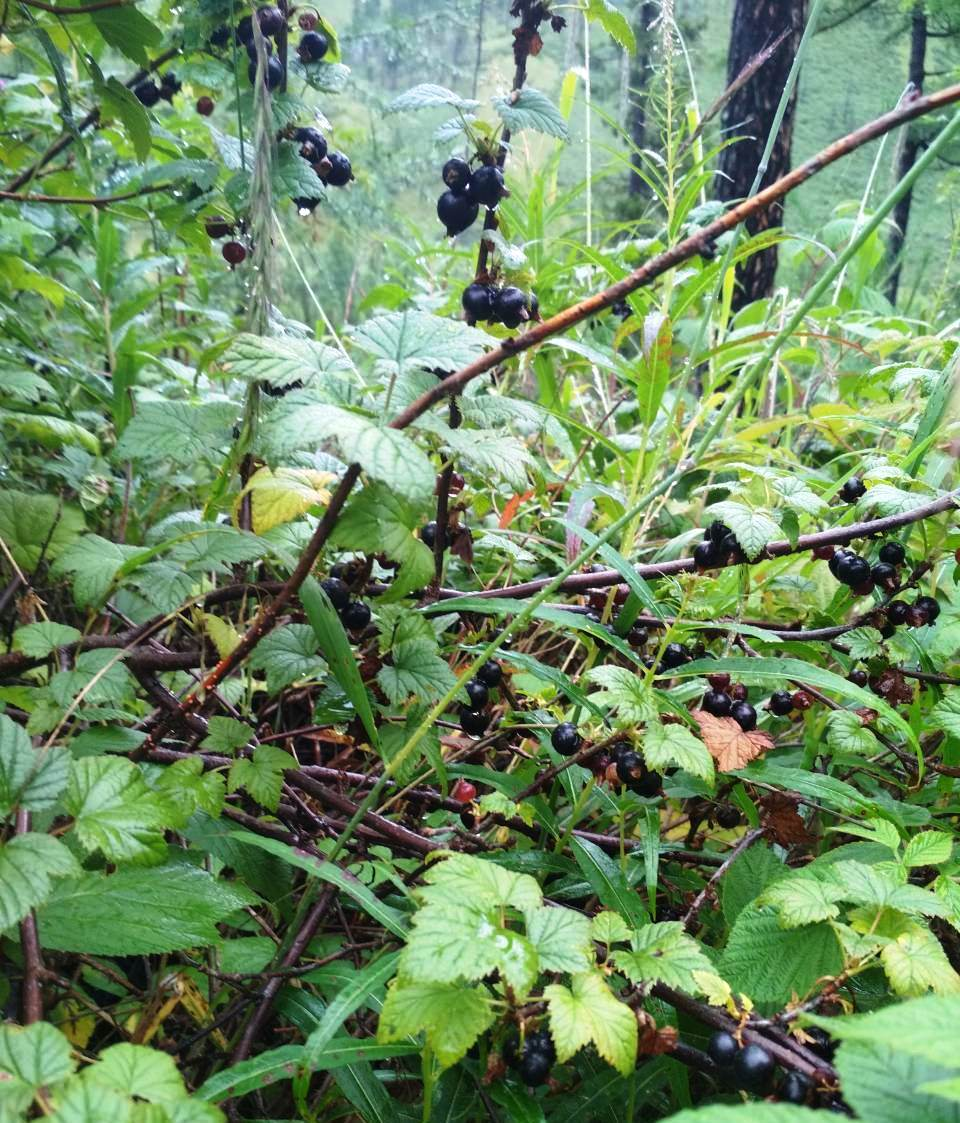
Черная смородина в горах Закаменского района Бурятии, Россия

В природе ареал вида охватывает практически всю территорию Европы, лесную зону европейской части России, Сибири (от Урала до Енисея и озера Байкал), Казахстан, Китай и север Монголии. Интродуцировано в Северную Америку. Издавна культивируется во множестве сортов.
Произрастает по береговым зарослям, во влажных лиственных, смешанных и хвойных лесах и по их окраинам, в ольшаниках, по берегам рек, озёр, по окраинам болот и на влажных пойменных лугах, одиночно и небольшими зарослями.
Растение предпочитает хорошо освещённые места, хотя мирится и с полутенью, но при этом реже цветёт. Предпочитает лёгкие рыхлые, хорошо увлажнённые плодородные суглинки, на почвах с повышенной кислотностью растёт плохо. Довольно морозоустойчива, но в Сибири, в районах с малоснежными зимами вся надземная часть часто обмерзает.
Размножают смородину делением кустов, участками корневищ, укоренением ветвей, отводками, одревесневшими черенками.

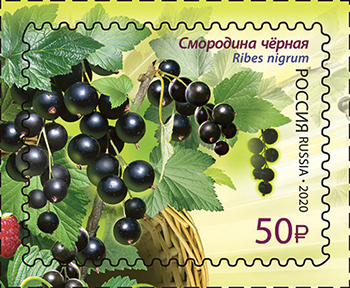
Почтовая марка Смородина обыкновенная

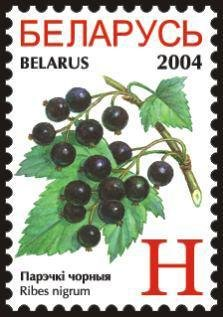
Почтовая марка Белоруссии

### Вредители и болезни

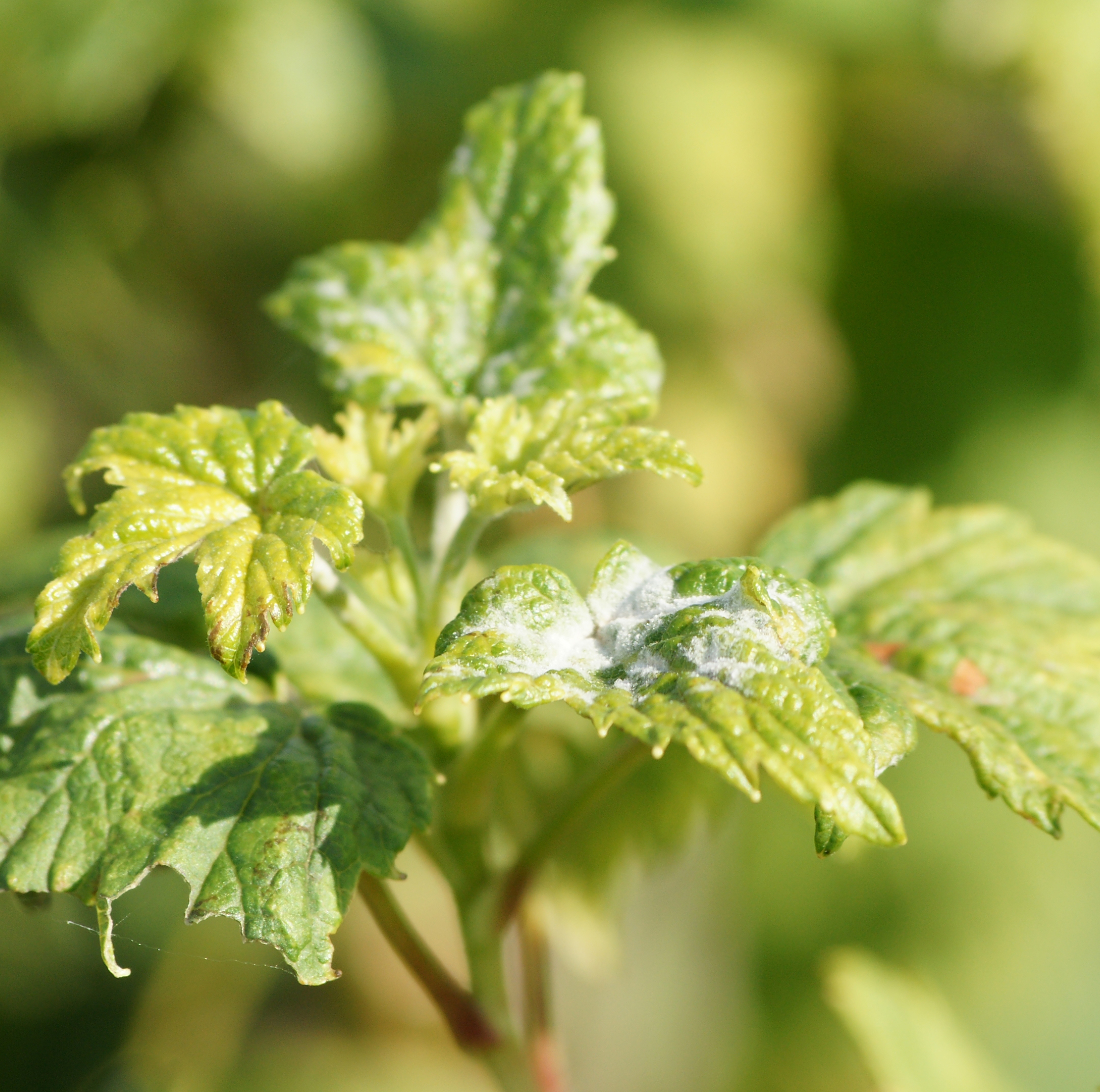
Мучнистая роса на молодых листьях чёрной смородины

Чёрная смородина от вредителей страдает гораздо меньше, чем красная смородина. Специфическим её вредителем является почковый клещ смородины (Eriophyes ribis), поражающий почки. Чёрная смородина сильно поражается американской мучнистой росой (Sphaerotheca mors-uvae), которой не подвержена красная смородина. В большинстве случаев вылечить куст нельзя, можно только на год сдержать развитие болезни.
В конце 1960-х годов американская мучнистая роса с обычного для этого гриба растения-хозяина — крыжовника — распространилась на чёрную смородину, что произошло одновременно по всей Европе. В то время сорта чёрной смородины принадлежали к одному виду — европейской чёрной смородине. И все они оказались неустойчивы к сферотеке. Химическими средствами бороться с этой болезнью трудно: патоген вновь заражает растения, как только ядохимикаты смываются дождём или разрушаются под воздействием солнечных лучей. К началу XXI века путём использования в гибридизации других видов чёрной смородины — носителей генов иммунитета к американской мучнистой росе — были выведены сорта иммунные и толерантные к этому заболеванию.

## В культуре
Отмечено, что российские морозостойкие сорта смородины чёрной могут переносить морозы до −40…-50 °C в закалённом состоянии, европейские сорта повреждаются при −30…-35 °C. Однако и те, и другие сорта проявляют быструю реакцию на оттепели +2…+5 °C после состояния органического покоя, начиная с декабря — января и особенно во второй половине зимы. Полная гибель флоральной зоны почки наблюдается после следующих за оттепелями морозов до −20…-25 °C.

### Заготовка
С лечебной целью используются ягоды, листья и почки.
В качестве лекарственного сырья используют плод смородины чёрной (лат. Fructus Ribis nigri). Сбор плодов проводят по мере созревания, 3—4 раза. Сушат в сушилках, вначале подвяливая при температуре 35—40 °С, затем досушивая при 55—60 °С, или в воздушных сушилках и на чердаках.
Листья собирают после сбора плодов с середины веток и сушат в хорошо проветриваемом помещении.

### Химический состав
В ягодах чёрной смородины содержится витамины (витамины C (до 400 мг/%; по другим источникам, до 570 мг%), В, Р, провитамин A), органические кислоты (лимонная и яблочная), различные сахара (в основном глюкоза и фруктоза), гликозиды и флавоноиды, пектиновые, дубильные, антоциановые (цианидин, дельфинидин) и азотистые вещества. Минеральный состав ягод (в мг/%): натрий — 32, калий — 372, кальций — 36, магний — 35, фосфор — 33, железо — 1,3.
Содержание аскорбиновой кислоты в других частях растения также очень высокое: в листьях (после сбора ягод) — до 470 мг/%, в почках — до 175 мг/%, в бутонах до 450 мг/%, в цветках до 270 мг/%.
Листья чёрной смородины богаты аскорбиновой кислотой, каротином, фитонцидами, эфирными маслами.
Масло семян чёрной смородины богатый источник гамма-линоленовой кислоты (ГЛК).

### Фармакологические свойства
Смородина обладает потогонным, мочегонным и закрепляющим свойствами. Листья, почки и плоды чёрной смородины оказывают дезинфицирующее действие, связанное с эфирными маслами.

## Значение и применение
Чёрная смородина — декоративный кустарник, известны формы пестролистные и с разрезными листьями.
Даёт медоносным пчёлам нектар и пыльцу. Мёдопродуктивность достигает 16—35 кг с гектара насаждений. В условиях Томской области наибольшее количество нектара у цветков смородины выделяется при дневной температуре воздуха 23—25 °С, но после ночи, когда температура была не ниже 12—14°. При благоприятных условиях выделения нектара цветки с одного гектара посадок смородины сорта Сандерс могут дать 12,8—34,3 кг мёда в зависимости от плотности посадки. При условиях холодной весны медосбор резко падает, но всё же позволяет получить 7,9—21,1 кг мёда.
Побеги охотно поедаются европейским лосём (Alces alces Linnaeus).

### Применение в кулинарии

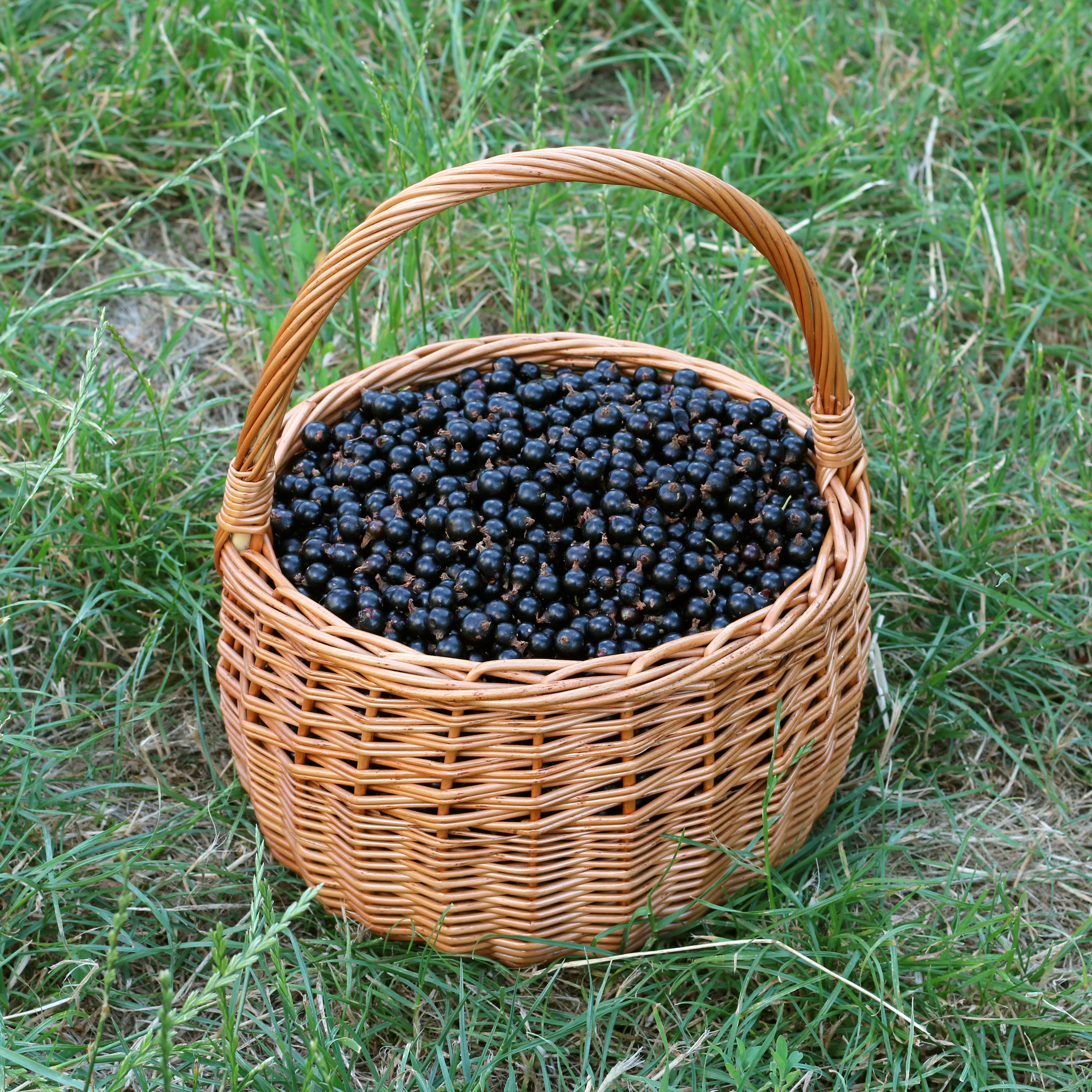
Чёрная смородина в лукошке

Листья смородины используют как пряность при засолке овощей и грибов. Молодые листья применяют для приготовления диетических сахароснижающих салатов и ароматизации кваса, сухие листья — для заварки чая, добавляют в соусы.
Ягоды имеют кисловато-сладкий вкус и особый аромат. Чрезвычайно ценны по обилию в ягодах витамина C. Их употребляют в свежем и переработанном виде. Из ягод готовят кисели, сиропы, соки, настойки, вина, ликёры, варенье, желе, пастилу, йогурты, начинки для конфет.
При нагревании часть витаминов разрушается, поэтому для длительного хранения ягоды смородины тщательно перетирают с сахарным песком и хранят в таком виде без термической обработки. Содержание витамина С в такой пасте значительно выше, чем в варенье.
В СССР известностью пользовались черносмородинные вина заводов Кыргызстана и Казахстана, имеющие прекрасный вкус, цвет и аромат.
Листья и почки содержат до 0,7 % эфирного масла и используются для придания специфического букета настойкам и ликёрам.

### Применение в медицине
В народной медицине отваром листьев лечат золотуху у детей, свежие и сухие ягоды рекомендуют при желудочно-кишечных заболеваниях (язвенной болезни желудка и двенадцатиперстной кишки, гастритах с пониженной кислотностью и др.), при нарушении ритма сердечной деятельности. Высушенные листья активны в отношении возбудителя дизентерии и могут применяться в качестве вспомогательного средства, повышающего активность антибиотиков. Листья смородины применяют также в составе витаминных сборов с листьями малины, брусники и плодов шиповника.
Плоды применяют в поливитаминных сборах, в виде отвара или в свежем виде при гипо- и авитаминозах, заболеваниях кровеносной системы, атеросклерозе, простудных и других инфекционных заболеваниях. Чёрная смородина используется для лечения и профилактики цинги и в комплексе лечебных мероприятий при различных заболеваниях, связанных с кровоточивостью.
Масло чёрной смородины является ингредиентом в косметических препаратах, часто в сочетании с витамином Е. Листья могут использоваться для получения жёлтого красителя, а фрукты — источник для синего или фиолетового красителя.

### В ветеринарии
Листья, ягоды и почки применяются как мочегонное и поливитаминное средство для молодняка крупного и мелкого рогатого скота.

## Классификация

### Таксономия
Ribes nigrum L., 1753, Sp. Pl. : 201
Вид Смородина чёрная относится к роду Смородина (Ribes) семейства Крыжовниковые (Grossulariaceae) порядка Камнеломкоцветные (Saxifragales). Таксономическая схема в соответствии с Системой APG IV по состоянию на декабрь 2023 года:
|  |                          |  |                                   |                                   |                         |  | еще 14 семейств |  |  |                                                                 |                      |
|  |                          |  |                                   |                                   |                         |  |                 |  |  |                                                                 |                      |
|  |                          |  |                                   | порядок Камнеломкоцветные         |                         |  |                 |  |  |                                                                 | вид Смородина чёрная |
|  |                          |  |                                   | порядок Камнеломкоцветные         |                         |  |                 |  |  |                                                                 | вид Смородина чёрная |
|  | клада Цветковые растения |  |                                   |                                   | семейство Крыжовниковые |  | род Смородина   |  |  |                                                                 |                      |
|  | клада Цветковые растения |  |                                   |                                   |                         |  | род Смородина   |  |  |                                                                 |                      |
|  |                          |  | ещё 63 порядка цветковых растений | ещё 63 порядка цветковых растений |                         |  |                 |  |  | еще 204 подтвержденных видов и 84 вида, ожидающих подтверждения |                      |
|  |                          |  |                                   | ещё 63 порядка цветковых растений |                         |  |                 |  |  |                                                                 |                      |

### Внутривидовые таксоны
В ботанической номенклатуре выделяется две природные разновидности
- Ribes nigrum var. kolymense Trautv.
- Ribes nigrum var. nigrum

### Культурные разновидности
В ходе селекции было выведено ряд форм:
- Ribes nigrum f. aconitifolium Kirchn. — листья глубоко рассечённые;
- Ribes nigrum f. apiifolium Kirchn. — листья глубоко рассечённые, лопасти двояко-перистые;
- Ribes nigrum f. aureo-variegatum hort. — с пёстрыми листьями;
- Ribes nigrum f. chlorocarpum Spaeth — плоды зелёные;
- Ribes nigrum f. reticulatum Nichols. — листья густо покрыты жёлтыми крапинками;
- Ribes nigrum f. xanthocarpum Spaeth — плоды жёлтые или беловатые.

Некоторые сорта
- 'Дар Смольяниновой'
- 'Перун'
- 'Bong up Black' — английского происхождения крупноплодный сорт;
- 'Ogdens Black Currant' — сходный с предыдущим;
- 'Cassis de Naples' — неаполитанский сорт;
- 'Русская Крупноплодная Огородная' — выносливое растение, но с ягодами средней величины;
- 'Victoria' — с мелкими ягодами;
- 'Жёлтоплодная' — ягоды, наиболее пригодные для наливки;
- 'Борцоволистная' — с крупными ягодами и глубокорассечёнными листьями;
- 'Пёстролистная' — с мелкими ягодами и крупными, испещрёнными белыми полосками, листьями — декоративное растение.
- 'Караидель' — с крупными ягодами ср. массой 1,2 г., листья тёмно-зелёные, матовые, морщинистые.

### Синонимы
В синонимику основного вида включаются
- Botrycarpum nigrum A.Rich.
- Botrycarpum nigrum (L.) Spach
- Botryocarpium nigrum (L.) Spach
- Grossularia nigra Mill. ex Steud.
- Grossularia nigra (L.) Rupr.
- Ribes nigrum subsp. vulgare Ehrh.
- Ribesium nigrum (L.) Medik.